# Museo della Resistenza e della vita sociale
Il Museo della Resistenza e della vita sociale "G.B. Lazagna" venne aperto nel 1990 a Palazzo Spinola, sede anche del comune a Rocchetta Ligure in val Borbera.
Venne fondato su iniziativa dell'ex partigiano genovese Giambattista Lazagna, vice comandante della divisione Pinan-Cichero che combatté in val Borbera, con il sostegno della regione Piemonte e del comune.
Sono raccolte armi, proiettili, mortai, radio da campo, borracce, borse e zaini di partigiani combattenti in val Borbera e quadri con distintivi e i gradi dei comandi partigiani. Nel 2003 è stato dedicato al fondatore Giambattista Lazagna.
Come il palazzo che lo ospita fa parte del circuito dei "Castelli Aperti".